# جان تازه
جانِ تازه (فرانسوی: Un second souffle‎؛ انگلیسی: Second Wind) یک فیلم درام فرانسوی است که در سال ۱۹۷۸ منتشر شد.
از بازیگران آن می‌توان به رابرت استاک و انیسه شاهمنش اشاره کرد.